# Entraigues (Isère)
 Entraigues  es una población y comuna francesa, en la región de Ródano-Alpes, departamento de Isère, en el distrito de Grenoble y cantón de Valbonnais.

## Demografía
| 249 | 244 | 203 | 197 | 207 | 229 |
| Para los censos de 1962 a 1999 la población legal corresponde a la población sin duplicidades (Fuente: INSEE [Consultar]) |     |     |     |     |     |